# Always (canción de Bon Jovi)
«Always» (en español: «Siempre») es una power ballad  interpretada de la banda estadounidense de hard rock Bon Jovi. Fue lanzado como sencillo para el álbum recopilatorio Cross Road (1994). Se convirtió en su sencillo más vendido, con más de un millón y medio de copias vendidas en Estados Unidos y más de cuatro millones en todo el mundo. La canción alcanzó el puesto número 4 en las listas de Estados Unidos y también fue un éxito internacional logrando el número 2 en Reino Unido, Francia, Países Bajos, Suecia y Australia, y número 4 en Alemania, y obtuvo gran popularidad en varios países de Latinoamérica y en España.

## Origen de la canción
La canción fue escrita originalmente para la película Romeo Is Bleeding, de hecho, en el primer verso de la canción hace una clara alusión al título original de la película, pero después de que la película no gustó, la banda decidió no prestar la canción a los productores. Jon Bon Jovi dejó la canción en su estantería y se olvidó de ella, hasta que un amigo la encontró y convenció a Jon para incluirla en el álbum recopilatorio de la banda, Cross Road.

## Rendimiento comercial
Always debutó en el puesto 91 de la lista del Billboard Hot 100 en la semana del 1 de octubre de 1994. En su segunda semana la canción avanzó cincuenta y dos puestos, hasta la posición 39. La canción permaneció en el top 10 de la lista desde la semana del 29 de octubre de 1994 hasta el 18 de febrero de 1995, con diecisiete semanas consecutivas. La canción cayó a la undécima posición la siguiente semana, pero regresó al top 10 el 4 de marzo de 1995, acumulando un total de 18 semanas. Always se convirtió en la canción con mayor duración dentro del Hot 100 para la banda, con un total de 32 semanas.
El sencillo fue certificado platino por la Recording Industry Association of America (RIAA) tras ventas físicas de un millón de copias el 6 de abril de 1995. El 25 de agosto de 2015, el sencillo fue certificado Oro por la RIAA tras ventas digitales de 500 000 unidades.

## Video musical
El vídeo musical fue dirigido por el director de televisión estadounidense Marty Callner. Contó con Jack Noseworthy, Carla Gugino, Jason Wiles y Keri Russell.. También hay una versión alternativa del vídeo en la que solo aparece la banda interpretando la canción.

## Actuaciones en vivo
Debido a su gran letra y melodía de power ballad la canción se convirtió en un éxito inmediato en los conciertos en vivo, pero la exigencia que le demandaba a Jon en su voz ha hecho que desde el tour de These Days rara vez fuera interpretada nuevamente en vivo, siendo la versión del DVD Live from London la versión en vivo más recordada y en la que Jon realizó una lograda improvisación sobre el final que le añadió más fuerza y dramatismo incluso que la original. En el tour de Have a Nice Day, fue tocada ocasionalmente en versión acústica como la que se puede escuchar en el álbum This Left Feels Right. Recientemente la versión original de la canción fue tocada en el Lost Highway Tour. Una versión en vivo de la canción, que fue tocada en la última noche del Lost Highway Tour, fue incluida en el DVD en vivo Live at Madison Square Garden. Ha sido incluida en su reciente The circle tour.

## Lista de canciones

### Sencillo en CD en el Reino Unido
1. «Always» (Edit) (Jon Bon Jovi) 4:52
2. «Always» (Jon Bon Jovi) 5:52
3. «Edge of a Broken Heart» (Jon Bon Jovi, Richie Sambora, Desmond Child) 4:33

### Sencillo en CD en Alemania
1. «Always» (Edit) (Jon Bon Jovi) 4:52
2. «Always» (Jon Bon Jovi) 5:52
3. «Edge of a Broken Heart» (Jon Bon Jovi, Richie Sambora, Desmond Child) 4:33
4. «Prayer 94» (Jon Bon Jovi, Richie Sambora, Desmond Child)  5:20

### Sencillo en casete en los Estados Unidos
1. «Always» (Edit)
2. «Never Say Goodbye»
3. «Edge Of a Broken Heart»

## Miembros
- Jon Bon Jovi - voz
- Richie Sambora - guitarra eléctrica y coros
- David Bryan - piano, sintetizador y coros
- Tico Torres - batería
- Alec John Such - bajo

## Posicionamiento en listas y certificaciones
| Listas (1994–1995)                  | Mejor posición |
| ----------------------------------- | -------------- |
| Alemania (Media Control AG)         | 4              |
| Australia (ARIA)                    | 2              |
| Austria (Ö3 Austria Top 40)         | 3              |
| Bélgica (Flandes) (Ultratop 50)     | 1              |
| Bélgica (Valonia) (Ultratop 50)     | 22             |
| Canadá (RPM Top Singles)            | 1              |
| Dinamarca (IFPI)                    | 3              |
| Escocia (Scottish Singles Chart)    | 2              |
| Estados Unidos (Billboard Hot 100)  | 4              |
| Estados Unidos (Adult Contemporary) | 4              |
| Estados Unidos (Top 40 Mainstream)  | 2              |
| Eurochart Hot 100                   | 1              |
| Francia (SNEP)                      | 2              |
| Irlanda (IRMA)                      | 1              |
| Italia (Musica e dischi)            | 4              |
| Noruega (VG-lista)                  | 2              |
| Nueva Zelanda (Recorded Music NZ)   | 4              |
| Países Bajos (Dutch Top 40)         | 2              |
| Reino Unido (UK Singles Chart)      | 2              |
| Reino Unido (UK Rock Chart)         | 1              |
| Suecia (Sverigetopplistan)          | 2              |
| Suiza (Schweizer Hitparade)         | 1              |

| País           | Organismo certificador | Certificación | Ref.   |
| -------------- | ---------------------- | ------------- | ------ |
| Australia      | ARIA                   | 5× Platino    | [ 26 ] |
| Austria        | IFPI Austria           | Oro           | [ 27 ] |
| España         | PROMUSICAE             | Platino       | [ 28 ] |
| Estados Unidos | RIAA                   | Platino       | [ 1 ]  |
| Italia         | FIMI                   | Oro           | [ 29 ] |
| Nueva Zelanda  | RMNZ                   | Oro           | [ 30 ] |
| Países Bajos   | NVPI                   | Oro           | [ 31 ] |
| Reino Unido    | BPI                    | Platino       | [ 32 ] |
| Suecia         | GLF                    | Oro           | [ 33 ] |
| Suiza          | IFPI Suiza             | Oro           | [ 34 ] |

### Sucesión en listas
| Anterior: «Love Me for a Reason» de Boyzone | Irish Singles Chart — Sencillo Nro 1 4 de noviembre de 1994 — 18 de noviembre de 1994 | Siguiente: «Spanish Lady» de Dustin        |
| Anterior: «Saturday Night» de Whigfield     | European Hot 100 — Sencillo Nro 1 5 de noviembre de 1994 — 9 de diciembre de 1994     | Siguiente: «Cotton Eye Joe» de Rednex      |
| Anterior: «Secret» de Madonna               | RPM Top Singles — Sencillo Nro 1 5 de diciembre de 1994 — 2 de enero de 1995          | Siguiente: «On Bended Knee» de Boyz II Men |